# Book of Secrets
Book of Secrets ist ein Jazzalbum von Patrick Cornelius. Die vom 16. bis 18. November 2022 im Acoustic Recording Studio, Brooklyn, entstandenen Aufnahmen erschienen am 30. Juni 2023 auf Posi-Tone Records.

## Hintergrund
Der Altsaxophonist Patrick Cornelius nahm das Album im Quintett mit Behn Gillece (Vibraphon), Art Hirahara (Piano), Peter Slavov (Bass) und Vinnie Sperrazza (Schlagzeug) auf; hinzu kommen auf zwei Titeln Gastauftritte von Diego Rivera am Tenorsaxophon und Altin Sencalar an der Posaune.

## Titelliste
- Patrick Cornelius: Book of Secrets (Posi-Tone Records)

1. Archetype 5:15
2. Legend Has It 4:37
3. If You Can 4:49
4. Lady of the Clouds 4:03
5. Book of Secrets 5:44
6. Puzzle Box 6:45
7. A Wish 4:36
8. Ambition 5:21
9. The Way 5:25
10. Inner Sanctum 6:36
11. The Glory 6:43
12. Days End 5:55

Die Kompositionen stammen von Patrick Cornelius.

## Rezeption
Phil Freeman schrieb in Stereogum/Ugly Beauty, dieses Album sei eine Sammlung klassizistischer Melodien in traditionellen Formen: feuriger Bebop, der Blues, die zarte Ballade. So etwa sei Puzzle Box ein energiegeladenes Stück, bei dem der Tenorsaxophonist Diego Rivera ins Geschehen einsteige. Jeder von ihnen biete seine eigene Interpretation Coltranes aus der Giant-Steps-Ära, lasse ihn aber dennoch, wenn auch nicht modern, so doch zumindest zeitlos wirken.
Die ausgewogene Klangqualität und der ästhetische Zusammenhalt des Albums seien das Ergebnis der fachmännischen Produktion von Marc Free und der geschickten Technik von Nick O’Toole, schrieb Jaff Becker (Jazzsensibilities). Aufgenommen im musikalischen Epizentrum – Brooklyn, New York – spiegle sich ihre gemeinsame Unternehmung in der harmonischen Einheitlichkeit des Albums wider und mache es für den Hörer zu einer emotional mitreißenden und ästhetisch ansprechenden Reise. Book of Secrets würde Cornelius‘ Fähigkeit unterstreichen, eine gut strukturierte Melodie in einem farbenfrohen harmonischen Verlauf zu konstruieren. Ganz gleich, ob man ein erfahrener Jazz-Fan ist oder das Genre gerade erst für sich entdeckt, Book of Secrets dürfte die Zuhörer fesseln, die Fantasie anregen und inspirieren.